# Seleção Moldava de Voleibol Feminino
A seleção moldava de voleibol feminino é uma equipe europeia composta pelas melhores jogadoras de voleibol da Moldávia. A equipe é mantida pela Federação de Voleibol da República da Moldávia (Fédération de Volleyball de la Republique de Moldavie). Encontra-se na 77ª posição no ranking mundial da FIVB segundo dados de 6 de outubro de 2015.